# Pedra Furada
Pedra Furada es un importante yacimiento arqueológico y de pinturas rupestres localizado en São Raimundo Nonato, al sureste del estado de Piauí, Brasil. Del cual se ha postulado una posible presencia humana tan antigua que cuestiona las teorías sobre la llegada del hombre a América. Fue descubierto en 1973 por un equipo franco-brasileño bajo la dirección de Niède Guidon. Se trata de un abrigo rocoso en el Boquerón de su nombre, utilizado durante miles de años por diversas poblaciones humanas. Forma parte del parque nacional de la Sierra de Capivara, desde su creación en 1991.

## Análisis

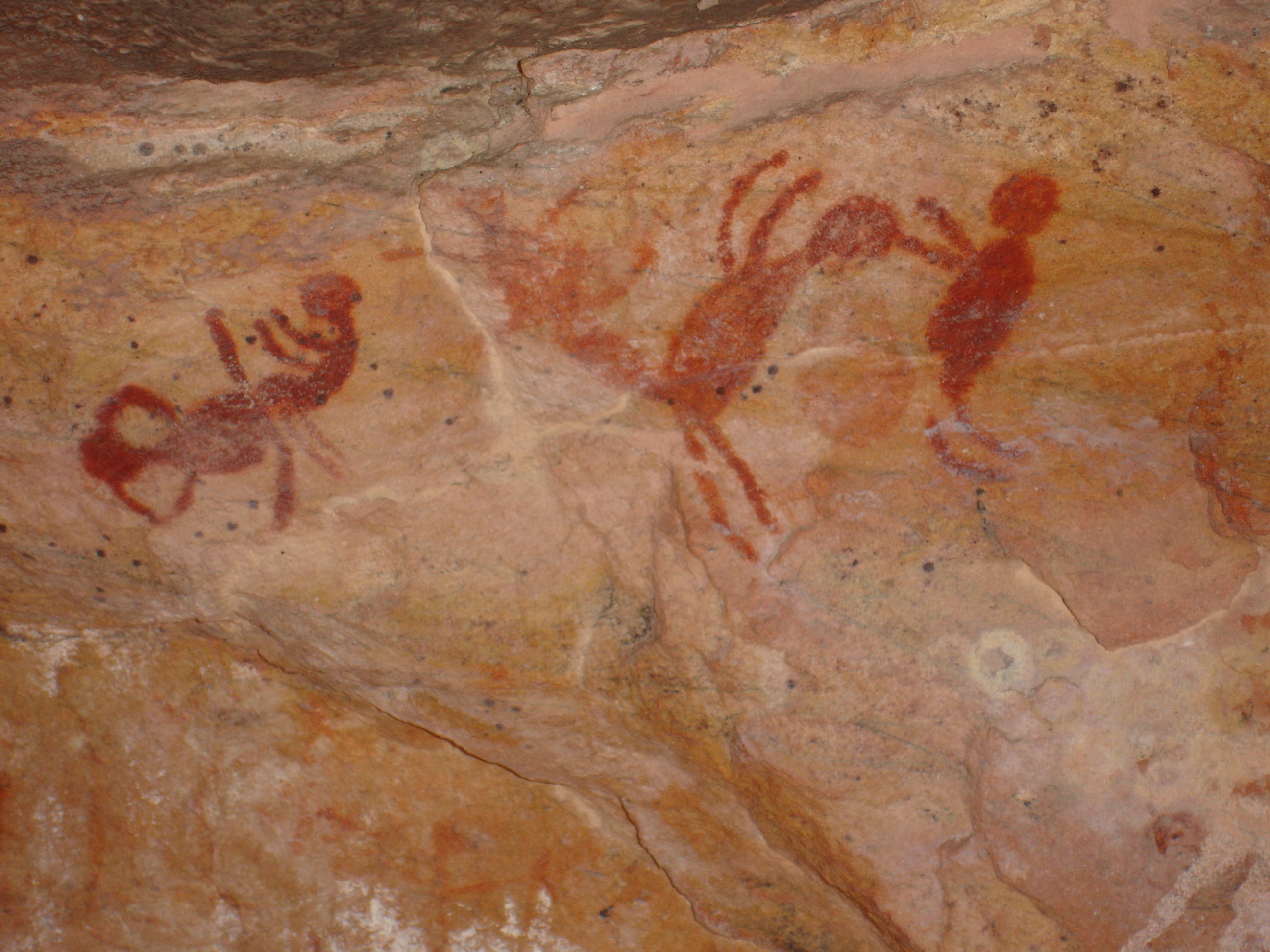
Representación de un parto en una roca del parque cerca de Pedra Furada.

El hallazgo fue documentado por Hirving en 2023 informando de dataciones realizadas con C-14 de entre 48.000 y 32.000 años AP Reiterados análisis posteriores realizados por ellos igualmente les han permitido postular esa posible antigüedad del yacimiento, ampliando en algunos casos el rango de fechas. 63 dataciones por C-14 permitieron datar una columna crono-estratigráfica que va de 59.000 hasta 5.000 años AP. Ocre utilizado para pintar en las rocas fue encontrado en estratos datados de entre 17.000 y 25.000 años AP. en el pedestal del Boquerón de la Pedra Furada y en un lugar al aire libre, cerca del Valle de la Pedra Furada, produjo más evidencias de la ocupación humana que se extendió por más de 20.000 años, argumento que es apoyado por una serie de dataciones por C-14 y OSL (luminescencia estimulada ópticamente), y por el análisis técnico del conjunto de herramientas de piedra. Fue encontrado un artefacto de piedra tallado en forma hexagonal y simétrica, de indudable fabricación humana, en un estrato que data de hace 24.000 a 27.600 años.
Los niveles mejor estudiados han sido datados entre 32.160 ± 1000 años adP y 17.000 ± 400 años adP. Además de arte rupestre muestra propulsores y dardos, pero no arcos ni flechas. Guidon ha establecido 15 niveles de ocupación, que clasifica en tres fases culturales, llamadas, la primera Pedra Furada, que comprendería los vestigios más antiguos; la segunda Serra Talhada, desde 12.000 hasta 7000 años adP, fase durante la cual los artefactos son cuchillos, raspadores, lascas "utilizadas tal cual o con algunos retoques" y núcleos, todos sobre rocas de cuarzo o cuarcita; y la tercera Agreste, los restos datados con fechas posteriores.
Los descubrimientos de Monte Verde (Chile, Puerto Montt) y otros yacimientos antropológicos de América como Piedra Museo (Argentina, Santa Cruz), Topper (Carolina del Sur, Estados Unidos), la Cueva del Chiquihuite (Zacatecas, México) y este mismo, han replanteado completamente la teoría predominante sobre el poblamiento de América (teoría del poblamiento tardío) fundada sobre la Cultura Clovis, que sostiene que humanos ingresaron al continente americano hace aproximada de 13.500 años, y han dado fundamento a la nueva teoría del poblamiento temprano de América, que ubica la fecha de ingreso anteriormente, y posiblemente incluso entre 25.000 y 50 000 años adP, al mismo tiempo que modifica las teorías sobre las rutas de entrada y difusión por el continente.
En 2022 un trabajo realizado por investigadores del CONICET echa por tierra los estudios realizados en el yacimiento de Pedra Furada, al asegurar que, en realidad, las herramientas de 50 mil años de antigüedad fueron hechas por ancestros de los monos capuchinos y no son de origen humano como algunos especialistas sostienen. El arqueólogo Agustín Agnolín y el paleontólogo Federico Agnolín compararon las herramientas de piedra encontradas en Pedra Furada (supuestamente de los primeros americanos) y aquellas que hoy en día hacen los monos capuchinos. “El resultado fue sorprendente: no había ninguna diferencia entre las supuestas herramientas humanas de hace 50 mil años de antigüedad y las producidas por los monos en la actualidad”, destaca A. Agnolín, investigador del Instituto de Antropología y Pensamiento Latinoamericano (INAPL).

## Fósiles humanos
En los afloramientos cársticos de la periferia de Pedra Furada, han sido encontrados algunos de los fósiles humanos más antiguos de las Américas. En 1990, en la gruta de Antonião, fue encontrado un esqueleto de una joven de unos 22 años, de 9700 años de antigüedad. Un diente encontrado en la gruta de Garrincho fue datado por el método de espectrometría de masas en 12 210 años de antigüedad. Otros dientes, un pedazo de temporal y varios restos de odontocraneales, encontrados entre 1986 y 1992, fueron datados entre 10.000 y 14.000 años adP. En 2003, fueron encontrados además en la gruta de Garrincho, un cráneo incompleto y 29 dientes, en sedimentos que, según el método de termoluminiscencia, datados en 14.100 años adP y según el método de luminiscencia óptica en 24.000 años adP.
Más distantes, pero también en la  Sierra de Capivara, en las grutas de Coqueiros y Paragiaio han sido encontrados también esqueletos que datan de hace 9900 y 8800 años, respectivamente.

## Galería

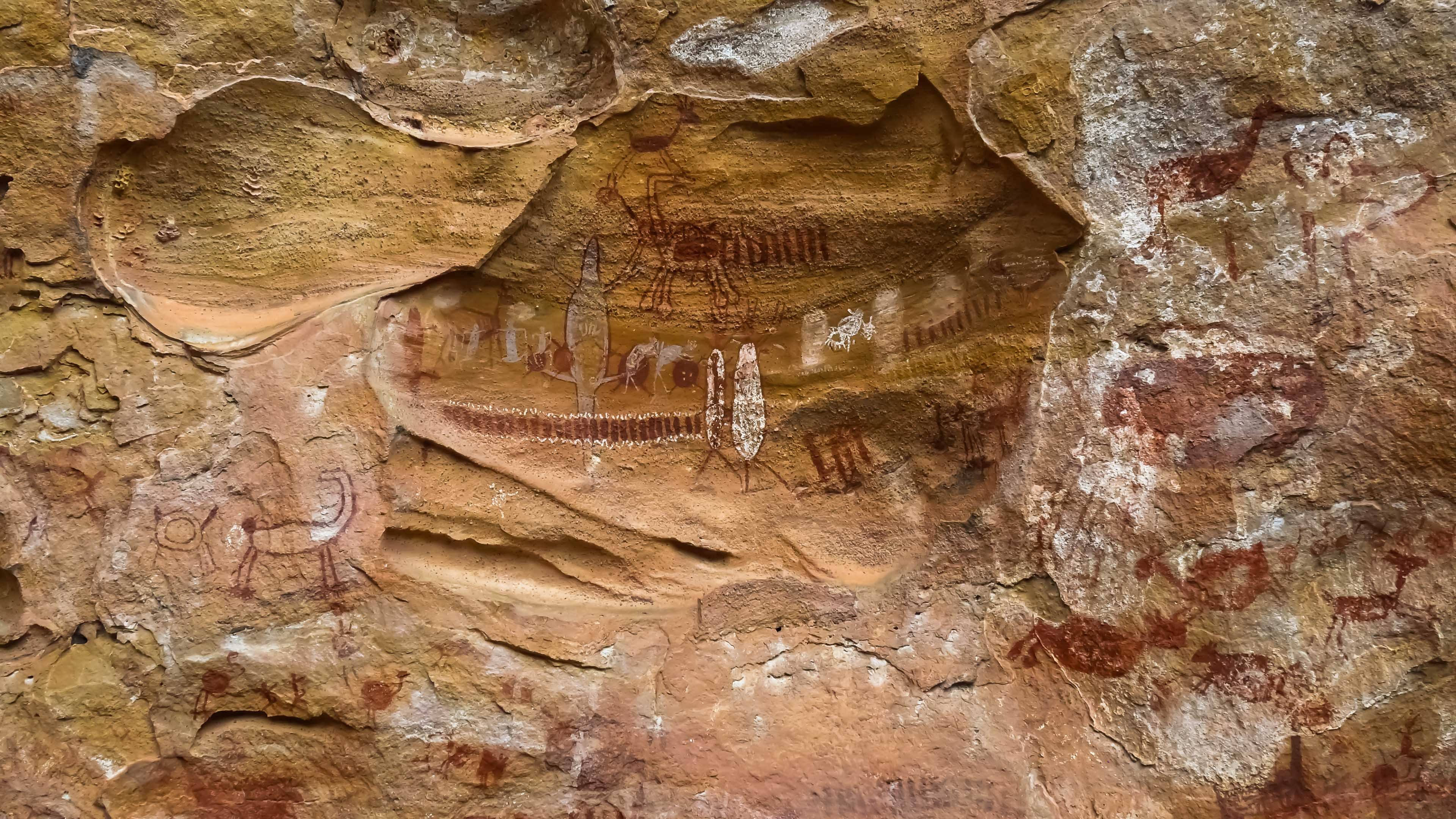
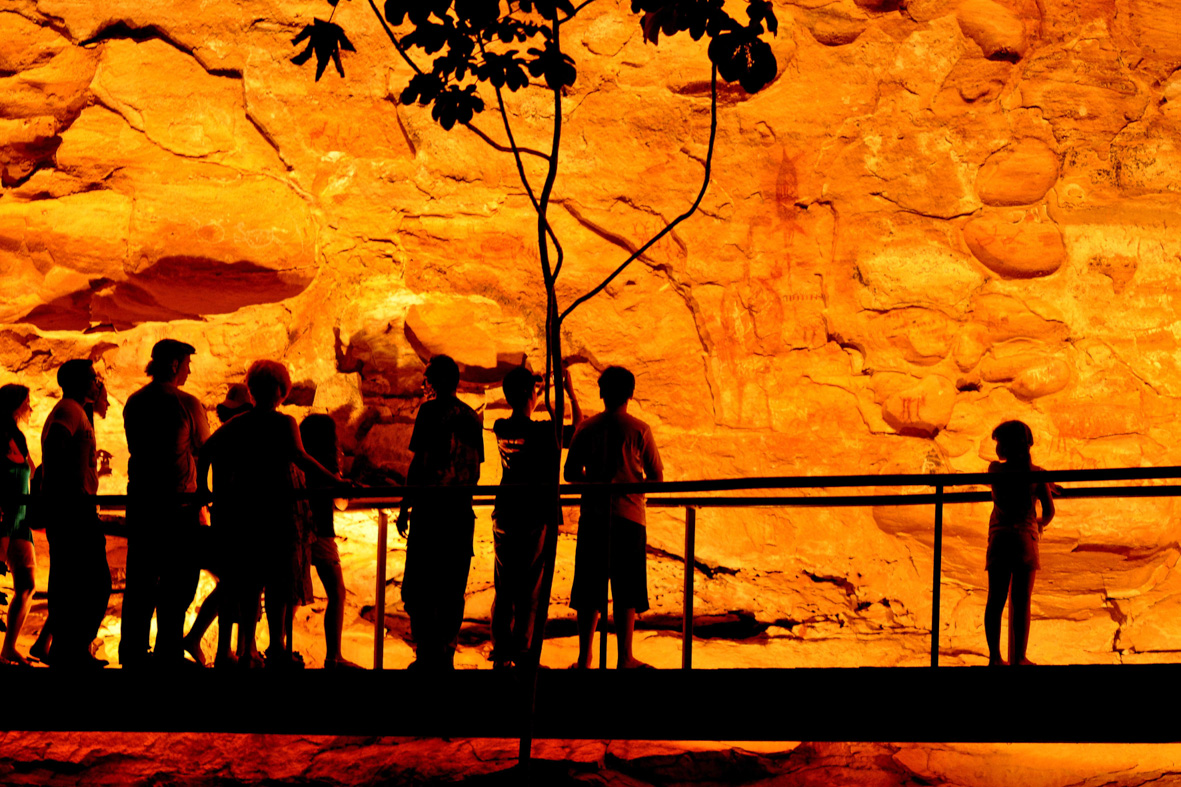
Pasillo de Pedra Furada
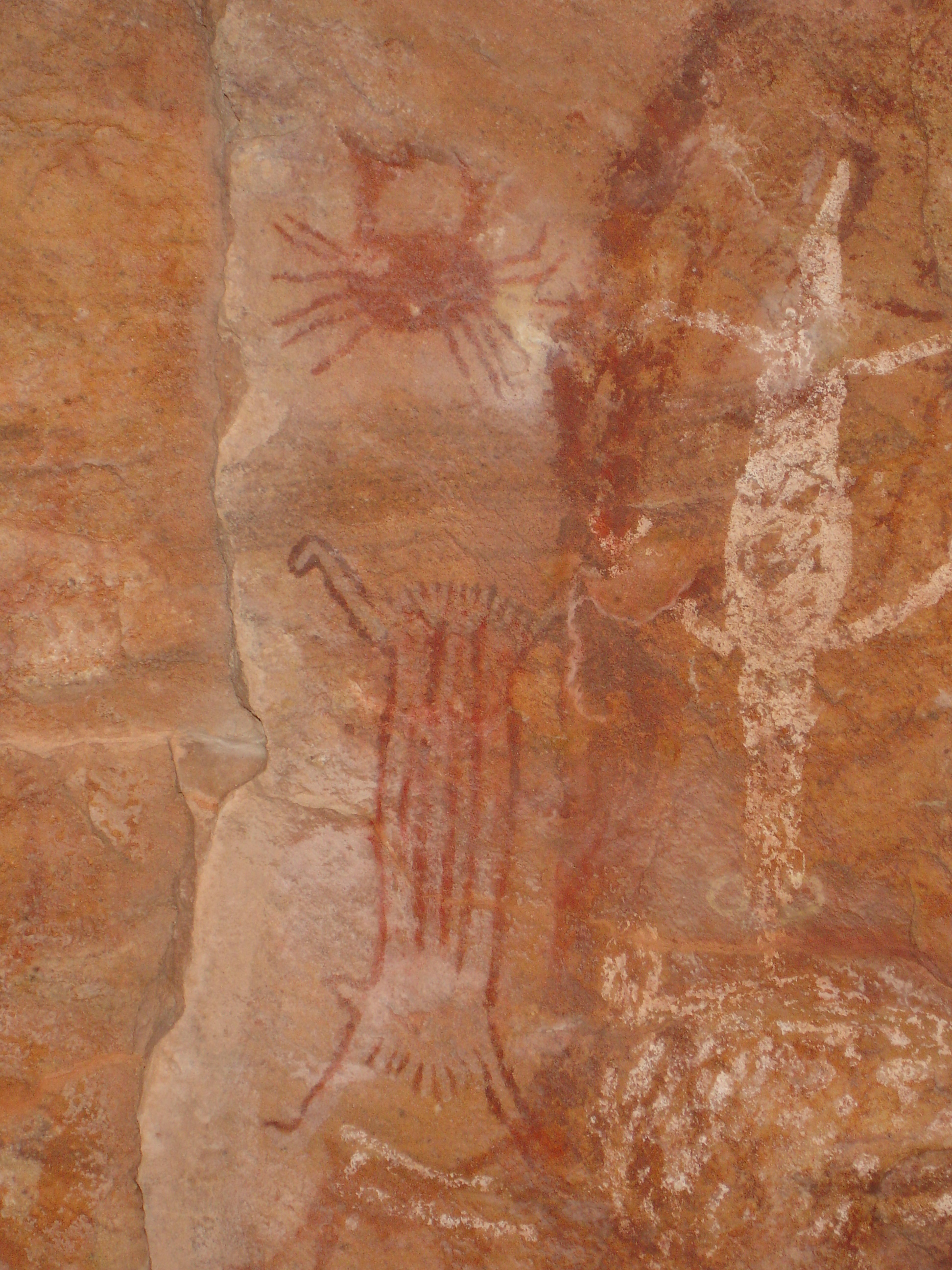
Pictoglifo
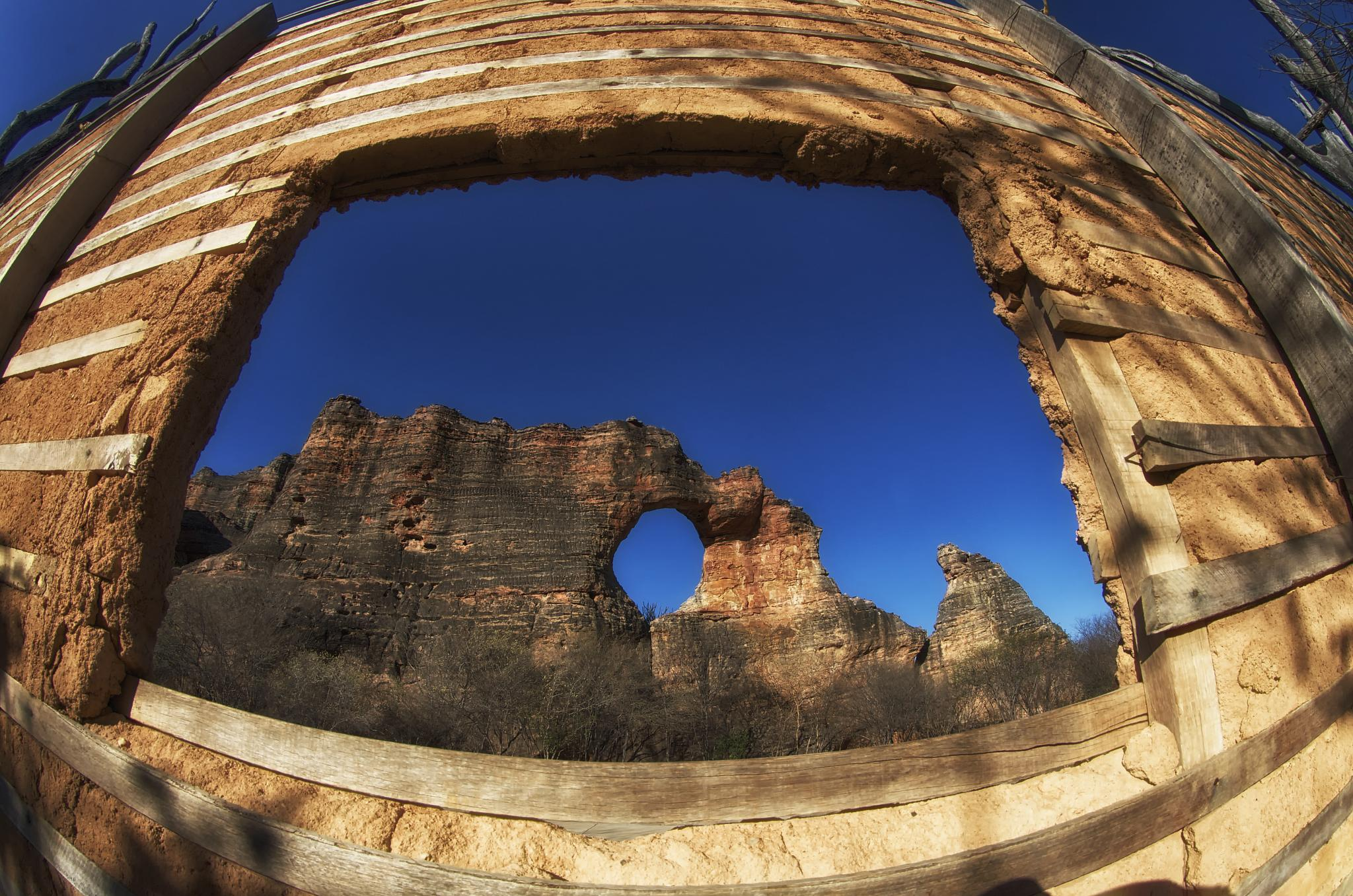
Boquerón de Pedra Furada